# Effet paramétrique
 (mars 2023).
Si vous disposez d'ouvrages ou d'articles de référence ou si vous connaissez des sites web de qualité traitant du thème abordé ici, merci de compléter l'article en donnant les références utiles à sa vérifiabilité et en les liant à la section « Notes et références ».
En optique, les effets paramétriques sont des interactions cohérentes entre lumière et matière qui ne modifient pas de façon permanente l'état de la matière.
La réfraction est le plus simple des effets paramétriques. Les autres effets paramétriques requièrent d'une part des conditions de cohérence, d'autre part une conservation de l'énergie qui nécessite, pour un changement de fréquence, au minimum deux faisceaux de lumière. L'entropie doit augmenter, la température des faisceaux étant déduite de leur luminance par la loi de Planck-Nernst.